# Boston National Historical Park
Le Boston National Historical Park est un parc historique national qui évoque le rôle de la ville de Boston dans la guerre d'indépendance américaine. Il est devenu officiellement parc national en 1974. Il a reçu la visite de 1 992 242 personnes en 2005. Sept des huit sites historiques font partie du Freedom Trail, un parcours piétonnier dans le centre de la ville, destiné à faire découvrir le patrimoine de Boston aux touristes.
Les sites sont :
- Bunker Hill Monument
- Charlestown Navy Yard (avec le navire de guerre USS Constitution)
- Dorchester Heights
- Faneuil Hall
- Old North Church
- Old South Meeting House
- Old State House
- Maison de Paul Revere